# Arctostaphylos rudis
Arctostaphylos rudis là một loài thực vật có hoa trong họ Thạch nam. Loài này được Jeps. & Wiesl. mô tả khoa học đầu tiên năm 1938.